# Kaskádová dědičnost
Pojem kaskádová dědičnost popisuje princip, ve kterém u hierarchicky podřízených objektů je určitá vlastnost daného objektu buď explicitně specifikována, nebo zůstává implicitní a v tom případě se dědí z nadřazeného objektu (a pokud ani v něm není definována, tak z jeho nadřízeného objektu, a tak dále).
Kaskádová dědičnost se vyskytuje zejména v informačních technologií, může být uplatněna i v jiných oborech či oblastech, například v právních předpisech nebo nějakých konkrétních pravidlech.

## Příklady

### Kaskádové styly
Vlastnosti prvků se dědí od nejkonkrétnějšího po nejobecnější. Za „kaskádu v kaskádě“ by se mohla považovat i specifikace písma, která se zadává jako seznam řezů písma zakončené obecnou rodinou písma, v nichž systém postupně hledá první písmo, které je k dispozici.

### Uživatelská práva v některých CMS
Mnohé CMS dovolují editorům spravovat přístup k jeho jednotlivým objektům (článkům, kategoriím, multimédiím, …) s použitím kaskádové dědičnosti. Například Joomla! má u Oprávnění článku pro každou skupinu uživatel hodnoty Zděděno, Povoleno a Zakázáno s tím, že hodnota Zděděno se bere z nadřízené skupiny uživatelů.

### Znaková sada v MySQL
V databázi MySQL funguje od první verze hierarchie: databáze → tabulka → sloupec. Od verze 4.1 jsou řešeny znakové sady, které lze definovat na všech těchto úrovních zvlášť. To znamená: u databáze lze určit výchozí znakovou sadu, která je nastavena tabulkám vytvořeným v ní v případě, že znakovou sadu nespecifikují výslovně. U sloupců každé tabulky lze analogicky buď výslovně zadat jejich znakovou sadu, nebo ji vynechat, čímž zdědí znakovou sadu tabulky.

### OOP
Princip kaskádové dědičnosti lze snadno implementovat v jazycích podporující objektově orientované programování – dá se dokonce říci, že k tomu byly navrženy a že dědičnost je jedna z jejich základních vlastností.